# マリオス
マリオス（Malios）は、東日本旅客鉄道（JR東日本）盛岡駅西口にある高層ビル（地上20階、地下2階建て。高さ92m）と盛岡市民文化ホール（コンサートホール）からなる複合インテリジェントビルの総称。岩手県内で最も高い建築物である。

## 概要
1997年11月に開業した盛岡駅西口開発の中核を形成する施設である。運営は第三セクターの盛岡地域交流センターをはじめ、盛岡市、岩手県、岩手ソフトウェアセンター、東北電力の5者による区分所有の複合ビルである。北東北最大のインテリジェントビルとして、経済、情報、文化の発展を担いながら、機能性、快適性、安全性を追求したオフィスビルである。
1985年（昭和60年）12月に廃止された国鉄盛岡工場の跡地に建設された。
オープン翌年の1998年に盛岡市都市景観賞を、さらに翌1999年にはこのビル前にある川のモニュメント「清流の流れるまち・盛岡をいつまでも守ろう」が盛岡市都市景観創作賞をそれぞれ受賞している。「極めて優れた『環境・社会への配慮』がなされたビル」として、日本政策投資銀行の2013年度DBJ Green Building認証を取得し、その後も継続して認証を受けている。
「MALIOS（マリオス）」の名称は以下の6つの言葉の頭文字を取ってと名付けられた。
- Mart（商店街～商業施設）
- Art（芸術～文化ホール、美術展示室）
- Life（生活～地域冷暖房施設）
- Intelligence（情報～高度情報施設）
- Office（会社～企業オフィス）
- Sightseeing（観光～物産観光施設）

## 主な施設
- アトリウム（4階、旧国鉄盛岡工場の赤レンガ倉庫を復元展示）
- 無料展望室（20階）
- 盛岡市役所駅西口サービスセンター（1階）
- 盛岡マリオス郵便局（1階）
- 盛岡市民文化ホール（1階）
- いわて観光経済交流センター（3階）
- 展示ホール（4階）
- 会議室（18階）
- マリオス小林内科クリニック（11階）
- マモ インプラント クリニック（15階）
- ツルハドラッグマリオス薬局（5階）
- 和食レストラン 旬菜 濱野井（4階）
- レストラン Ggreet(ジーグリート)（4階）
- カフェテラススカイメトロ（20階展望室内にあるホテルメトロポリタン盛岡直営のレストラン、閉店済み）
- 盛岡駅西口熱供給センター
- お天気カメラ（屋上　IBC岩手放送が設置）
- 薬王堂本社（6階）

※1　3階出入口は人工地盤部分の西口バスプール及び東西自由通路で盛岡駅に直結。なおエスカレーターは5階止まりとなっており、20階の展望室へは南側エレベーター4基に乗って登る（北側エレベーター3基は11階止まり）。階段も1階から20階までつながっているが、こちらは非常用（火災・地震等発生時におけるエレベーター停止時緊急避難用）であるため通常は使えない。
※2　カフェテラススカイメトロは2025年4月1日現在閉店しており、現在は跡地をコワーキングスペースとして貸し出ししている。

## 周辺環境
20階無料展望室内から一望できる範囲内にある目標物を掲載。

## 盛岡市民文化ホール
盛岡市民文化ホール（もりおかしみんぶんかほーる）は、盛岡市立の公共施設である。
- 大ホール
  - 客席：1,510席（他に車椅子席6席）
- 小ホール
  - 客席：350席（他に車椅子席6席）

## 交通アクセス
- 盛岡駅西口より徒歩3分
- バス「盛岡駅西口」下車 徒歩1分
- 花巻空港よりバスで約40分
- 盛岡ICより車で約10分
- 盛岡南ICより車で約9分